# Alfred von Conrad

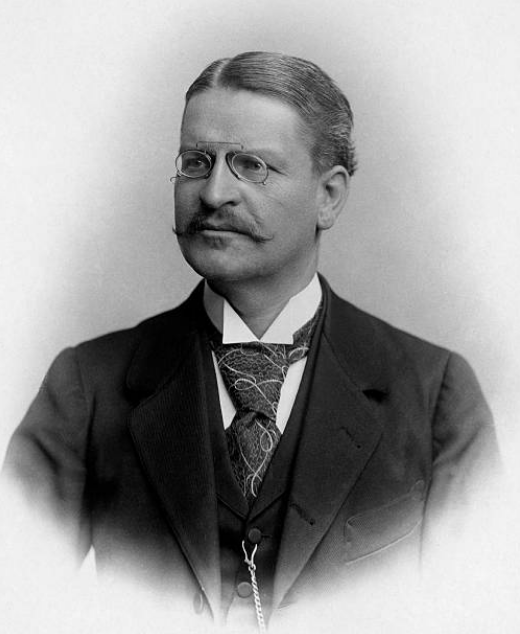
Alfred von Conrad. Fotografie von Julius Cornelius Schaarwächter (um 1900)

Alfred Robert Anton von Conrad (* 13. Mai 1852 auf dem Rittergut Fronza, Fronza bei Marienwerder, Westpreußen; † 22. Januar 1914 in Ospedaletti bei Sanremo) war ein deutscher Verwaltungsjurist und Politiker im Königreich Preußen.

## Herkunft
Seine Eltern waren Herrmann Conrad (* 14. August 1814; † 19. Juni 1885) und dessen Ehefrau Maria Wernich (* 25. August 1820; † 13. Januar 1890). Sein Vater war Herr auf Fronza und Lalkau. Die Familie erhielt am 27. Januar 1904 durch seinen älteren Bruder dem Geheimen Regierungsrat Adalbert Friedrich Wilhelm von Conrad (* 3. August 1846) den erblichen Adelsstand.

## Leben
Conrad studierte Rechtswissenschaft an der Georg-August-Universität Göttingen. 1872 wurde er Mitglied des Corps Saxonia Göttingen. 1884 wurde er Landrat des Kreises Flatow, 1894 Vortragender Rat im preußischen Landwirtschaftsministerium, 1899 Regierungspräsident im Regierungsbezirk Bromberg. Ab 1901 war er Chef der Reichskanzlei und ab 1904 Unterstaatssekretär im Ministerium für Landwirtschaft. 1910 wurde er zum Oberpräsidenten der Provinz Brandenburg ernannt.
Er war von 1888 bis 1899 Mitglied des Preußischen Abgeordnetenhauses, in dem er den Wahlkreis Marienwerder 8 (Flatow–Deutsch Krone) vertrat.

## Ehrungen
- Wirkl. Geh. Rat, Exzellenz (Titel)
- Nobilitierung durch Wilhelm II. als König von Preußen (1904)